# PAX5
PAX5 (англ. Paired box 5) – білок, який кодується однойменним геном, розташованим у людей на короткому плечі 9-ї хромосоми. Довжина поліпептидного ланцюга білка становить 391 амінокислот, а молекулярна маса — 42 149.
| 10         |  | 20         |  | 30         |  | 40         |  | 50         |
| ---------- |  | ---------- |  | ---------- |  | ---------- |  | ---------- |
| MDLEKNYPTP |  | RTSRTGHGGV |  | NQLGGVFVNG |  | RPLPDVVRQR |  | IVELAHQGVR |
| PCDISRQLRV |  | SHGCVSKILG |  | RYYETGSIKP |  | GVIGGSKPKV |  | ATPKVVEKIA |
| EYKRQNPTMF |  | AWEIRDRLLA |  | ERVCDNDTVP |  | SVSSINRIIR |  | TKVQQPPNQP |
| VPASSHSIVS |  | TGSVTQVSSV |  | STDSAGSSYS |  | ISGILGITSP |  | SADTNKRKRD |
| EGIQESPVPN |  | GHSLPGRDFL |  | RKQMRGDLFT |  | QQQLEVLDRV |  | FERQHYSDIF |
| TTTEPIKPEQ |  | TTEYSAMASL |  | AGGLDDMKAN |  | LASPTPADIG |  | SSVPGPQSYP |
| IVTGRDLAST |  | TLPGYPPHVP |  | PAGQGSYSAP |  | TLTGMVPGSE |  | FSGSPYSHPQ |
| YSSYNDSWRF |  | PNPGLLGSPY |  | YYSAAARGAA |  | PPAAATAYDR |  | H          |

A: Аланін

C: Цистеїн

D: Аспарагінова кислота

E: Глутамінова кислота

F: Фенілаланін

G: Гліцин

H: Гістидин

I: Ізолейцин

K: Лізин

L: Лейцин

M: Метіонін

N: Аспарагін

P: Пролін

Q: Глутамін

R: Аргінін

S: Серин

T: Треонін

V: Валін

W: Триптофан

Кодований геном білок за функцією належить до білків розвитку. 
Задіяний у таких біологічних процесах, як транскрипція, регуляція транскрипції, диференціація клітин, нейрогенез, сперматогенез, альтернативний сплайсинг. 
Білок має сайт для зв'язування з ДНК. 
Локалізований у ядрі.